# Parque nacional de Boumba Bek
El Parque nacional de Boumba Bek  (en francés: Parc national de Boumba Bek) es un espacio protegido en el punto sudeste extremo de Camerún, que administrativamente se encuentra en la llamada provincia del este.
El parque no se registró inicialmente, como resultado de los problemas del país en la década de 1980. En 1995, el parque fue nombrado una zona de protección esencial, su primer estatus oficial. No se estableció formalmente como un parque nacional, hasta que el gobierno de Camerún decretó la creación de los parques nacionales de Boumba Bek y Nki el 17 de octubre de 2005. Su establecimiento es el resultado de una cumbre celebrada por siete líderes africanos, en Brazzaville en febrero de 2005.